# 射水川健太郎
射水川 健太郎（いみずがわ けんたろう、1894年5月10日 - 1956年2月3日）は、富山県高岡市出身で稲川部屋、高砂部屋に所属した大相撲力士。本名は松崎 健次（まつざき けんじ、旧姓:麻井）。最高位は小結。元幕内鯱ノ里の養父。現役時代の体格は身長173cm、体重90kg。得意手は上突っ張り、右四つ。

## 人物
1911年6月初土俵。小兵だが、動きの速さと回転の速い上突っ張りに加え、足取りの奇襲や引き技を見せた。1920年1月新入幕。しばらく下位に低迷したが、1924年5月場所6日目には当時最強の呼び声高い横綱栃木山を突っ張りから足取りを繰り出したのち突き出しで破り金星を獲得、喜びの余りに我を忘れて二字口へ躍り出た。さらに千秋楽には「名人」と謳われた大関大ノ里を足取りで破り6勝5敗と勝ち越し、翌1925年1月場所で小結に昇進した。ここでも5勝4敗1分1預と勝ち越したものの、場所後に東京大角力協会主催の花相撲を休みひいき筋主催の行事(日本少年団キャンプ大会)に出て相撲を取ったのが発覚、翌5月場所で東前頭筆頭に降格させられた。この場所を負け越すとさらに2場所連続全休して引退した。
引退後は年寄・若松を襲名、1929年1月に若松部屋を興し鯱ノ里らを育てたが1953年9月場所後に鯱ノ里（当時は年寄・西岩）に弟子を預けて部屋を閉じた。1956年2月3日死去。61歳没。射水川の死に伴って西岩は若松を襲名、部屋も「若松部屋」と改称した。
趣味はマージャン、血液型はO型。

## 略歴
- 1911年6月場所 稲川部屋（師匠:元関脇稲川政右エ門）から初土俵を踏む（1912年1月場所初土俵説もある）[1]。
- 1918年5月場所 新十両。
- 1920年1月場所 新入幕[1]。
- 1925年1月場所 小結に昇進。
- 1926年5月場所 現役引退。年寄若松を襲名[1]。
- 1956年2月3日 死去（61歳）。

## 主な成績
- 番付在位場所数：28場所
- 幕内在位：13場所（うち小結1場所）
- 幕内成績：53勝50敗1分1預31休　勝率.515
- 金星：1個（栃木山）

### 場所別成績
| 1911年 （明治44年） | x                    | （前相撲）               |
| 1912年 （明治45年） | （前相撲）           | 東序ノ口18枚目 –         |
| 1913年 （大正2年） | 西序二段62枚目 –     | 東序二段51枚目 –         |
| 1914年 （大正3年） | 東序二段35枚目 –     | 西序二段6枚目 –          |
| 1915年 （大正4年） | 番付非掲載 不出場    | 東序二段34枚目 –         |
| 1916年 （大正5年） | 西三段目68枚目 –     | 西三段目38枚目 –         |
| 1917年 （大正6年） | 西三段目7枚目 –      | 西幕下31枚目 –           |
| 1918年 （大正7年） | 西幕下11枚目 4–1     | 西十両7枚目 2–3          |
| 1919年 （大正8年） | 西十両13枚目 4–0 1預 | 東十両3枚目 5–2          |
| 1920年 （大正9年） | 西前頭15枚目 6–4     | 東前頭10枚目 6–3–1       |
| 1921年 （大正10年） | 東前頭6枚目 4–6      | 西前頭14枚目 1–2–7       |
| 1922年 （大正11年） | 東十両4枚目 5–2      | 東前頭17枚目 5–5         |
| 1923年 （大正12年） | 西前頭12枚目 4–5–1   | 東前頭14枚目 8–3         |
| 1924年 （大正13年） | 東前頭5枚目 5–5      | 西前頭5枚目 6–5 ★        |
| 1925年 （大正14年） | 西小結 5–4 1分1預    | 東前頭筆頭 3–8           |
| 1926年 （大正15年） | 東前頭6枚目 0–0–11   | 西前頭15枚目 引退 0–0–11 |
| 各欄の数字は、「勝ち-負け-休場」を示す。 優勝 引退 休場 十両 幕下 三賞：敢=敢闘賞、殊=殊勲賞、技=技能賞 その他：★=金星 番付階級：幕内 - 十両 - 幕下 - 三段目 - 序二段 - 序ノ口 幕内序列：横綱 - 大関 - 関脇 - 小結 - 前頭（「#数字」は各位内の序列） |                      |                          |

- 幕下以下の地位は小島貞二コレクションの番付実物画像による。

## 年寄変遷
- 若松 1926年5月 - 1956年2月